# Baltasar Gil
Baltasar Gil (Reus, segles XVIII - XIX) va ser un comerciant i polític català i alcalde de Reus.
De família de pagesos amb propietats, va dedicar-se al comerç i va intervenir diverses vegades en la política municipal reusenca. El 1785 va ser regidor municipal i el 1790 diputat del comú. En els dies turbulents de la guerra del francès, pel gener de 1809, va ser elegit alcalde de Reus. La vila era considerada lloc d'estada per part dels dos bàndols combatents, i va ser successivament ocupada per francesos i espanyols. El 25 de febrer de 1809 va tenir lloc la batalla de Valls o del Pont de Goi, on les tropes franceses de Saint-Cyr van vèncer les forces espanyoles manades pel general Reding. L'endemà, Saint-Cyr va entrar a Reus i la població va marxar espantada cap a les muntanyes veïnes. L'alcalde Gil des de l'ajuntament parlà amb el general francès, que va exigir racions de pa per a la tropa i una quantitat de diners força crescuda. Però Reus era considerat un lloc de repòs dels exercits, i no van saquejar la ciutat. A Tarragona s'havia declarat una pesta a principis del mes de març que va afectar molta part de la població i on va morir el mes d'abril el general Reding. Reus va establir un cordó sanitari i va habilitar diversos llocs com a hospitals, organitzant un cos de voluntaris infermers.
El 31 de maig de 1809, segons explica l'historiador reusenc Andreu de Bofarull, la Junta Superior de Govern del Principat de Catalunya va instal·lar a Reus, en uns locals cedits per l'alcalde, la maquinària per a encunyar moneda i es van produir rals de vuit i monedes de sis quartos. Abans la Junta havia tingut seques a Girona, Tarragona i Lleida, però sense màquines d'encunyació. Eduard Toda diu que la gestió per portar les màquines a Reus la va fer Bonaventura Sabater, que després seria alcalde de Reus, i que les màquines es van instal·lar en uns magatzems del Quarter de Cavalleria. Les monedes portaven a l'anvers el nom de Ferran VII i 1809 i al revers hi deia Rex Hispaniarum, portava l'escut reial i les inicials R 8 (rals de vuit, equivalents a 20 rals de billó) una C per Catalunya i les lletres S F, per Sala i Fernando, els noms dels dos assajadors fabricants de moneda.
Per l'agost de 1809, el Capità General de Catalunya Joaquín Blake, que substituí Teodoro Reding, va fixar a Reus el quarter general de tot l'exèrcit de la dreta que operava a la zona del Camp de Tarragona i Tortosa. L'alcalde Baltasar Gil, amb tota la corporació, es va desplaçar fins al límit del terme municipal per a rebre'l, amb el rector, els macers municipal i una part del poble, entre ells l'apotecari militar reusenc Antoni Soriguera, i li van fer un homenatge espontani. A finals d'any, el 12 de desembre, l'alcalde va aixecar un sometent de 650 homes, però mal equipats i gairebé sense armes, van tornar a Reus amb desordre al primer enfrontament amb l'enemic francès. El 1810, Baltasar Gil va donar refugi a l'ermita de Misericòrdia, de propietat municipal, als frares dominics pròfugs de Barcelona i Girona. Amb la hisenda municipal esgotada, l'ajuntament, el 8 de gener de 1810, va utilitzar les joies i ornaments sagrats dels temples i la meitat de la plata que va confiscar als particulars per fer front a les despeses i a les exigències de diners dels dos bàndols enfrontats. El 19 de març d'aquell any la Junta Superior del Principat s'instal·là a Reus, a l'edifici de l'ajuntament, i l'alcalde i els regidors van haver d'habilitar un altre lloc per a les seves reunions. El mes d'agost tornen a entrar els francesos que exigeixen al municipi fortes quantitats de diners, empresonant a persones importants fins que no fos satisfeta la petició. No van poder reunir els 36.000 duros que havien exigit, i van abandonar la vila al cap de quinze dies, prenent presos l'alcalde i els regidors i altres persones, i nomenant un nou ajuntament, però al cap de tres dies van tornar els presoners i l'ajuntament va seguir amb la seva funció. Arribaven a Reus gran quantitat de ferits per les escaramusses dels voltants, i l'alcalde va instal·lar un hospital militar, que anava a càrrec de l'ajuntament. A finals d'agost va entrar a Reus el general francès MacDonald, exigint una rebuda amb tots els honors i una altra contribució monetària. Al sortir de la vila van emportar-se a punta de baioneta a vint-i-un dels veïns més notables. Els impostos segueixen, i el mes d'octubre la Junta Superior de Govern del Principat demana una contribució de cent-quinze mil duros, i va entrar a Reus l'intendent provincial Antoni Barata, exigint la quantitat. L'alcalde va enviar a la Junta Superior una carta al·legant que no podia donar els diners que li demanaven, ja que «l'enemic en la seva última estada es va emportar els diners que quedaven, i també algunes persones, cosa que va produir l'emigració de moltes famílies. Molts comerciants havien marxat abans». Baltasar Gil conclou la carta dient que els propietaris i hisendats que encara queden a Reus no poden de cap manera fer front a les peticions econòmiques. Sembla però que es va fer una distribució de diners a pagar entre els veïns i se'n van recollir una bona quantitat per pagar les exigències d'Antoni Barata i de la Junta. El 2 de gener de 1811 va prendre possessió un nou alcalde, Josep Brocà.